# امیلیا ابرله
امیلیا ابرله (به انگلیسی: Emilia Eberle) ژیمناست زادهٔ ۴ مارس ۱۹۶۴ میلادی اهل کشور رومانی است.